# 라멘스코예

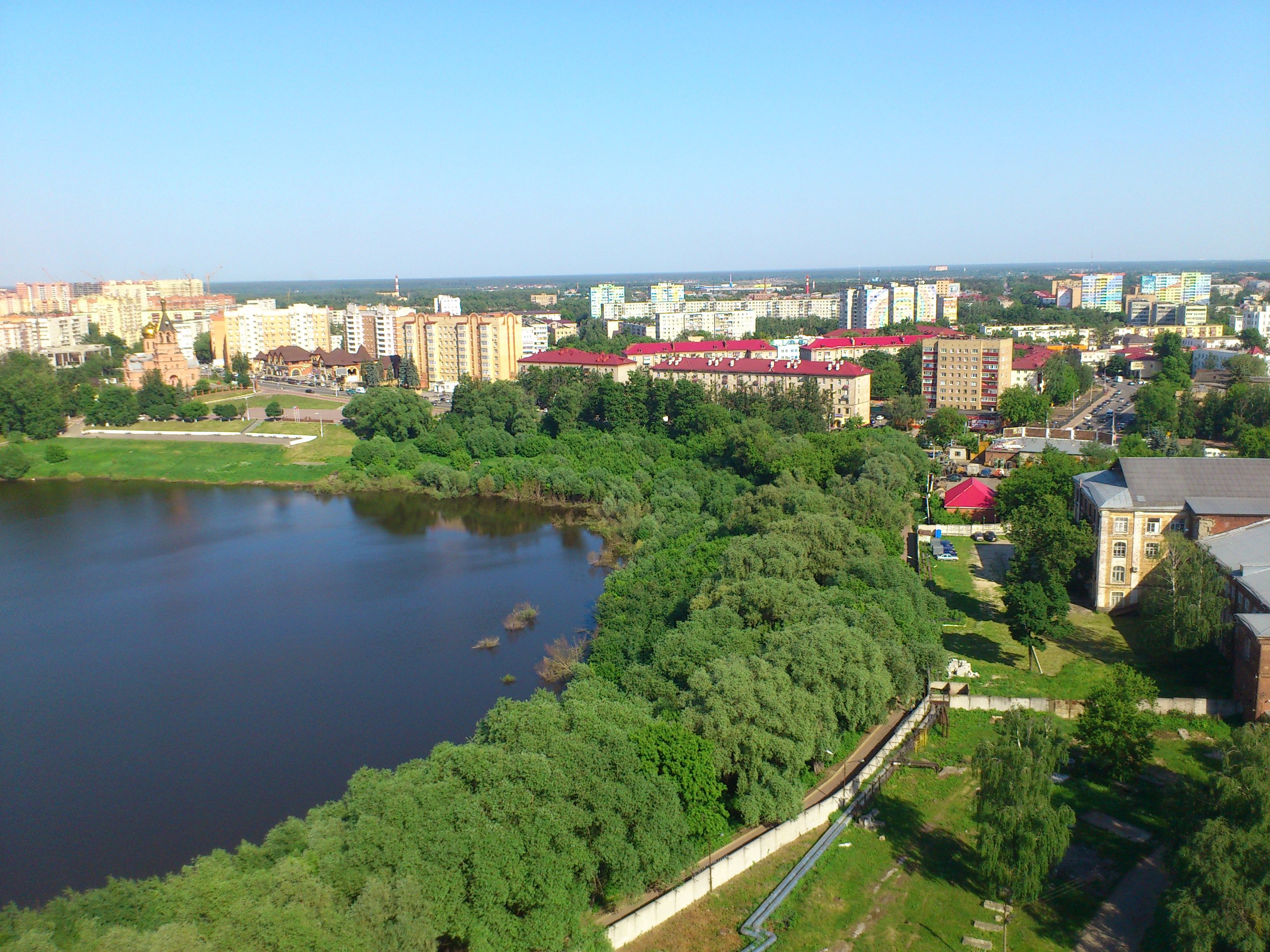

라멘스코예(러시아어: Раменское, 문화어: 라멘스꼬에)는 러시아 모스크바주에 위치한 도시이다. 모스크바에서 남동쪽으로 46km 지점에 위치해 있다. 인구는 85,100명(2000년), 69,000명(1974년), 28,000명 (1939년)이다.